# Jag tror på Gud och vet
Jag tror på Gud och vet är en psalm med text skriven av Johan Olof Wallin.
|  |
|  |

## Publicerad i
- 1819 års psalmbok som nr 380 under rubriken "Freds- och krigstider".[1]